# Oscar for bedste kortfilm
Oscar for bedste kortfilm (Academy Award for Live Action Short Film) er en filmpris, der gives ved den årlige oscaruddeling til instruktøren (eller produceren) af den bedste kortfilm fra det forgangne filmår. 
Ikke-amerikanske kortfilm kan godt nomineres til denne oscar. Danske kortfilm har været nomineret tolv gange og vundet fire for hhv. Valgaften, Der er en yndig mand, De nye lejere og Helium. De nuværende regler fastsætter, at nominerede kortfilm maksimalt må have en spilletid på 40 minutter og ikke må være dokumentarfilm, som har sin egen priskategori for kortfilm. Filmene skal desuden have været vist i biografen, enten i en kommerciel biograf i Californien eller ved en anerkendt filmfestival. 

## Prisvindere

### 2010'erne
- 2016 Kristóf Deák og Anna Udvardy - Sting
- 2015 Benjamin Cleary og Serena Armitage - Stutterer
- 2014 Mat Kirkby og James Lucas - The Phone Call
- 2013 Anders Walter og Kim Magnusson – Helium
- 2012 Shawn Christensen - Curfew
- 2011 Terry George og Oorlagh George – The Shore
- 2010 Luke Matheny – God of love

### 2000'erne
- 2009 Joachim Back og Tivi Magnusson – De nye lejere
- 2008 Jochen Alexander Freydank – Spielzeugland
- 2007 Phillippe Pollet-Villard – Le Mozart de Pickpockets
- 2006 Ari Sandel – West Bank Story
- 2005 Martin McDonagh – Six Shooter
- 2004 Andrea Arnold – Wasp
- 2003 Aaron Schneider, Andrew J. Sacks – Two Soldiers
- 2002 Martin Strange-Hansen, Mie Andreasen – Der er en yndig mand
- 2001 Ray Mckinnon, Lisa Blount – The Accountant
- 2000 Florian Gallenberger – Quiero Ser (I Want to Be...)

### 1990'erne
- 1999 Barbara Schock, Tamara Tiehel – My Mother Dreams the Satan's Disciples in New York
- 1998 Kim Magnusson, Anders Thomas Jensen – Valgaften
- 1997 Chris Tashima, Chris Donahue – Visas and Virtue
- 1996 David Frankel, Barry Jossen – Dear Diary
- 1995 Christine Lahti, Jana Sue Memel – Lieberman in Love
- 1994 
  - Peter Capaldi, Ruth Kenley-Letts – Franz Kafka's It's a Wonderful Life
  - Peggy Rajski, Randy Stone – Trevor
- 1993 Pepe Danquart – Schwarzfahrer (Black Rider)
- 1992 Sam Karmann – Omnibus
- 1991 Seth Winston, Rob Fried – Session Man
- 1990 Adam Davidson – The Lunch Date

### 1980'erne
- 1989 James Hendrie – Work Experience
- 1988 Dean Parisot, Steven Wright – The Appointments of Dennis Jennings
- 1987 Jonathan Sanger, Jana Sue Memel – Ray's Male Heterosexual Dance Hall
- 1986 Chuck Workman – Precious Images
- 1985 Jeff Brown, Chris Pelzer – Molly's Pilgrim
- 1984 Mike Hoover – Up
- 1983 Janice L. Platt – Boys and Girls
- 1982 Christine Oestreicher – A Shocking Accident
- 1981 Paul Kemp, Shelley Levinson – Violet
- 1980 Lloyd Phillips – The Dollar Bottom

### 1970'erne
- 1979 Sarah Pillsbury, Ron Ellis – Board and Care
- 1978 Taylor Hackford – Teenage Father
- 1977 Beverly Shaffer, Yuki Yoshida – I'll Find a Way
- 1976 Andre Guttfreund, Peter Werner – In the Region of Ice
- 1975 Bert Salzman – Angel and Big Joe
- 1974 Paul Claudon, Edmond Sechan – One-Eyed Men Are Kings
- 1973 Allan Miller, William Fertik – The Bolero
- 1972 Richard Barclay – Norman Rockwell's World...An American Dream
- 1971 Manuel Arango, Robert Amram -Sentinels Of Silence
- 1970 John Longenecker – The Resurrection of Broncho Billy

### 1960'erne
- 1969 Joan Keller Stern – The Magic Machines
- 1968 Charles Guggenheim – Robert Kennedy Remembered
- 1967 Christopher Chapman – A Place to Stand
- 1966 Edgar Anstey – Wild Wings
- 1964 Edward Schreiber – Casals Conducts: 1964
- 1965 Claude Berri – Le Poulet
- 1963 Paul De Roubaix, Marcel Ichac – An Occurrence at Owl Creek Bridge
- 1962 Pierre Etaix, J. C. Carrière – Heureux Anniversaire
- 1961 Lester A. Schoenfeld Films – Seawards the Great Ships
- 1960 Ezra R. Baker – Day of the Painter

### 1950'erne
- 1959 Jacques-Yves Cousteau – The Golden Fish
- 1958 Walt Disney – Grand Canyon
- 1957 Larry Lansburgh – The Wetback Hound
- 1956
  - (One-Reel) Konstantin Kalser – Crashing the Water Barrier
  - (Two-Reel) Romulus Films – The Bespoke Overcoat
- 1955
  - (One-Reel) Edmund Reek – Survival City
  - (Two-Reel) Wilbur T. Blume – The Face of Lincoln
- 1954
  - (One-Reel) Robert Youngson – This Mechanical Age
  - (Two-Reel) Denis Sanders, Terry Sanders – A Time Out of War
- 1953
  - (One-Reel) Johnny Green – The Merry Wives of Windsor Overture
  - (Two-Reel) Walt Disney – Bear Country
- 1952
  - (One-Reel) Boris Vermont – Light in the Window: The Art of Vermeer
  - (Two-Reel) Walt Disney – Water Birds
- 1951
  - (One-Reel) Robert Youngson – World of Kids
  - (Two-Reel) Walt Disney – Nature's Half Acre
- 1950
  - (One-Reel) Gordon Hollingshead – Grandad of Races
  - (Two-Reel) Walt Disney – In Beaver Valley

### 1940'erne
- 1949
  - (One-Reel) Jack Eaton – Aquatic House Party
  - (Two-Reel) Gaston Diehl, Robert Haessens – Van Gogh
- 1948
  - (One-Reel) Edmund H. Reek – Symphony of a City
  - (Two-Reel) Walt Disney – Seal Island
- 1947
  - (One-Reel) Herbert Moulton – Good-Bye Miss Turlock
  - (Two-Reel) Irving Allen – Climbing the Matterhorn
- 1946
  - (One-Reel) Gordon Hollingshead – Facing Your Danger
  - (Two-Reel) Gordon Hollingshead – A Boy and His Dog
- 1945
  - (One-Reel) Herbert Moulton, Jerry Bresler – Stairway to Light'
  - (Two-Reel) Gordon Hollingshead – Star in the Night
- 1944
  - (One-Reel) Jerry Fairbanks – Who's Who in Animal Land
  - (Two-Reel) Gordon Hollingshead – I Won't Play
- 1943
  - (One-Reel) Grantland Rice – Amphibious Fighters
  - (Two-Reel) Jerry Bresler, Sam Coslow – Heavenly Music
- 1942
  - (One-Reel) Paramount Pictures – Speaking of Animals and Their Families
  - (Two-Reel) Warner Bros. – Beyond the Line of Duty
- 1941
  - (One-Reel) Metro-Goldwyn-Mayer – Of Pups and Puzzles
  - (Two-Reel) Metro-Goldwyn-Mayer – Main Street on the March!
- 1940
  - (One-Reel) Pete Smith – Quicker N a Wink
  - (Two-Reel) Warner Bros. – Teddy, the Rough Rider

### 1930'erne
- 1939
  - (One-Reel) Paramount Pictures – Busy Little Bears
  - (Two-Reel) Warner Bros. – Sons of Liberty
- 1938
  - (One-Reel) Metro-Goldwyn-Mayer – That Mothers Might Live
  - (Two-Reel) Warner Bros. – Declaration Of Independence
- 1937
  - (farve) Pete Smith – Penny Wisdom
  - (One-Reel) Skibo Productions – The Private Life of the Gannets
  - (Two-Reel) Metro-Goldwyn-Mayer – Torture Money
- 1936
  - (farve) Warner Bros. – Give Me Liberty
  - (One-Reel) Hal Roach – Bored of Education
  - (Two-Reel) Metro-Goldwyn-Mayer – The Public Pays
- 1935
  - (komedie) Jack Chertok – How to Sleep
  - (nyhed) Gaumont British, Skibo Productions – Wings Over Mt. Everest
- 1934
  - (komedie) Kenneth Macgowan – La Cucaracha
  - (nyhed) Horace Woodard, Stacy Woodard – City of Wax
- 1933
  - (komedie) Louis Brock – So This Is Harris
  - (nyhed) Joe Rock – Krakatoa
- 1932
  - (komedie) Hal Roach – The Music Box
  - (nyhed) Mack Sennett – Wrestling Swordfish

## Danske nominerede film
- 1996 – Kim Magnusson og Anders Thomas Jensen for Ernst & Lyset
- 1997 – Kim Magnusson og Anders Thomas Jensen for Wolfgang
- 1997 – Birger Larsen og Thomas Lydholm for Skal vi være kærester?
- 1998 – Kim Magnusson og Anders Thomas Jensen for Valgaften (Vinder)
- 1999 – Henrik Ruben Genz og Michael W. Horsten for Bror, min bror
- 2002 – Martin Strange-Hansen og Mie Andreasen for Der er en yndig mand (Vinder)
- 2006 – Søren Pilmark og Kim Magnusson for Helmer & Søn
- 2007 – Christian E. Christiansen for Om natten
- 2008 – Dorthe Warnø Høgh og Tivi Magnusson for Grisen
- 2009 – Joachim Back og Tivi Magnusson for De nye lejere (Vinder)
- 2013 – Anders Walter og Kim Magnusson for Helium (Vinder)
- 2017 - Aske Bang og Kim Magnusson for Silent Nights